# Harald Neubert
Harald Neubert (* 6. Februar 1932; † 19. August 2009) war ein deutscher Historiker und Buchautor.

## Leben
Von Beruf Tischler, studierte Neubert von 1949 bis 1952 an der Arbeiter-und-Bauern-Fakultät in Halle. Daran anschließend folgte ein Studium der Geschichte in Leningrad von 1952 bis 1957. In den Jahren 1958 bis 1963 war er als wissenschaftlicher Assistent am Institut für Allgemeine Geschichte der Humboldt-Universität zu Berlin tätig. 1964 promovierte er dort mit einer Arbeit über das frühe Mittelalter Italiens. Zehn Jahre darauf erfolgte seine Habilitation zum Thema Geschichte der italienischen Arbeiterbewegung der neuesten Zeit. Von 1974 bis 1989 war er Direktor des Instituts für Internationale Arbeiterbewegung an der Akademie für Gesellschaftswissenschaften beim ZK der SED.
1987 war Neubert ein Teilnehmer der Gespräche um das gemeinsame Papier der SPD und SED Der Streit der Ideologien und die gemeinsame Sicherheit.
Neubert beschäftigte sich unter anderem mit Antonio Gramsci. Nach der Wende beschäftigt ihn vor allem die Frage, warum der Sozialismus gescheitert war. Zudem betätigte er sich zeitlebens als Herausgeber verschiedener Schriften und Werke anderer Theoretiker und Politiker, u. a. den Reden von Palmiro Togliatti.
Harald Neubert war bis zu seinem Tod Mitglied der Linkspartei. Hier war er vor allem in der Grundsatzkommission der Partei, in der AG Friedens- und Internationale Politik, sowie dem Ältestenrat und im Marxistischen Forum tätig.

## Schriften (Auswahl)
- Die Länder des realen Sozialismus in der Weltarena. In: IMSF (Hrsg.): Marx ist Gegenwart. Materialien zum Karl-Marx-Jahr 1983. Verlag Marxistische Blätter, Frankfurt am Main 1983, ISBN 3-88012-686-0, S. 577–758.
- Antonio Gramsci – Hegemonie, Zivilgesellschaft, Partei: Eine Einführung. VSA, Hamburg 2001, ISBN 978-3-87975-820-3. (Neuauflage 2022 ebenda, ISBN 978-3-96488-151-9).
- Sozialismus als Zukunftsprojekt (= Pankower Vorträge 65). Helle Panke, Berlin 2004.
- Was wurde aus der Oktoberrevolution oder hat Sozialismus eine Perspektive? Edition Ost, Berlin 2007, ISBN 978-3-89793-150-3.
- Partei der Europäischen Linken. Erfordernis, Formierung, Aufgaben und Probleme (= Pankower Vorträge 80). Helle Panke, Berlin 2006.
- Linie Gramsci – Togliatti – Longo – Berlinguer: Erneuerung oder Revisionismus in der kommunistischen Bewegung? VSA, Hamburg 2009, ISBN 978-3-89965-349-6. Online-Version